# Мініатюра (література)
Мініатю́ра (лат. minium — червона фарба, кіновар) — невеликий за обсягом, художньо довершений епічний або драматичний твір, який узагальнює чи типізує картини. Приклади мініатюр: новели Василя Стефаника («Лана» та інші), Юрія Яновського («Ганна Антонівна»), драматичний образок Івана Франка «Останній крейцар». Прикладом прозової мініатюри можуть служити «Окрушини» Ірини Вільде, для яких характерні афористичність висловлювання, відсутність несуттєвих подробиць, вибухова кінцівка. Жанр мініатюри апробовують також прозаїки Василь Чухліб, Марія Цуканова, Ярослав Курдидик та інші.
Я вибирався мандрувати у світ і старий батько, цілуючи мене в чоло сказав:

— Затям, сину, що у світі є один великий гріх — підлість,
одна велика чеснота — посвята для батьківщини,
і одне велике щастя — спокійна совість.

Я був тоді юнаком.  Відтоді минуло багато літ — і я переконався, яку велику правду сказав мій батько...— Ярослав Курдидик
Більшого поширення дістали вірші-мініатюри. До них належать рубаї у поезії східних народів, японський хоку, польські фрашки, українські коломийки. Часто звертаються до цієї лаконічної форми й українські поети:
Глухе падіння яблук — наче крок
Годин нічних, коли з німого глибу,
Як сім'я Всесвіту, струмки зірок
Спадають на земну родючу скибу— Василь Мисик
У мініатюрі часто метафори настільки ущільнюються, з одночасним випаданням проміжних структур, що рима стає практично неможлива. Перехід до неримованої літератури активізується в українській літературі у шістдесятників: Микола Воробйов, Василь Голобородько та інші.
провалюється сонце
у церкві вчора туляться одне до одного сироти
очі заплющені
роти широко розкриті
а голосів нема— Валерій Ілля
Дуже поширені мініатюри сатиричні, гумористичні і ліричні.
Вона стояла посеред шляху, і сині очі були в зажурі.

—Куди ідеш ти, ясна дівчино?

—Я не дівчина. Я — Пісня, друже. Туди до сонця моя стежина.

—Нам по дорозі, ходімо разом.

Юнак стомився — не впала Пісня, найкращим другом була в дорозі, давала мужність, і віру чисту, і ніжність щедру.

І спалахнули у сяйві сонця — Юнак і Пісня.

—Коли згорю я, — казав до неї, — то наді мною зійди калиною.

Зійшла калина...— Василь Чухліб